# بليك شيلب
بليك شيلب (بالإنجليزية: Blake Schilb)‏ مواليد 23 ديسمبر 1983 في رانتول، هو لاعب كرة سلة أمريكي/تشيكي. بدأ مسيرته الاحترافية في سنة 2007. يحمل الرقم 10. يبلغ طوله 6 قدم 7 بوصة (2.0 م).

## المسيرة الاحترافية
لعب مع إلان شالون في الدوري الفرنسي من سنة 2009 إلى 2013، ثم لعب مع باريس لوفالوا في موسم 2014–2015، ثم لعب مع غلطة سراي لكرة السلة في الدوري التركي في سنة 2015.

## إحصائيات المسيرة

### الدوري الأوروبي
| السنة   | الفريق                   | لعب | بدأ | دقيقة | ميداني% | ثلاثية | حرة  | ارتداد | صنع | استلاب | تصدي | نقطة | أداء |
| ------- | ------------------------ | --- | --- | ----- | ------- | ------ | ---- | ------ | --- | ------ | ---- | ---- | ---- |
| 2012–13 | إلان شالون               | 10  | 10  | 32.5  | .449    | .341   | .850 | 4.6    | 4.0 | 1.3    | .3   | 15.5 | 17.6 |
| 2013–14 | نادي ريد ستار لكرة السلة | 10  | 10  | 28.6  | .495    | .379   | .773 | 3.2    | 3.5 | .7     | .2   | 12.0 | 11.9 |
| المسيرة |                          | 20  | 20  | 30.6  | .469    | .356   | .823 | 3.9    | 3.8 | 1.0    | .2   | 13.8 | 14.8 |

## روابط خارجية
- بليك شيلب على موقع الاتحاد الدولي لكرة السلة (الإنجليزية)
- بليك شيلب على موقع الدوري الأوروبي لكرة السلة (الإنجليزية)
- بليك شيلب على موقع الدوري الإسباني لكرة السلة (الإسبانية)
- بليك شيلب على موقع كرة السلة الأوروبية.كوم (الإنجليزية)
- بليك شيلب على موقع كلية كرة السلة في سبورتس رفرنس.كوم (الإنجليزية)
- بليك شيلب على موقع ريلجم (الإنجليزية)
- بليك شيلب على موقع بروبوليرز (الإنجليزية)
- بليك شيلب على موقع سبورتس رفرنس (الإنجليزية)
- بليك شيلب على موقع أوليمبيديا (الإنجليزية)
- بليك شيلب على موقع اللجنة الأولمبية التشيكية (التشيكية)